# Kereetot
Kereetot (Hebreeuws: כריתות, letterlijk uitroeiing) is het zevende traktaat (masechet) van de Orde Kodasjiem (Seder Kodasjiem) van de Misjna en de Talmoed. Het beslaat zes hoofdstukken.
Het traktaat Kereetot behandelt de 36 gevallen waarin de Thora met de straf van "uitroeiing" dreigt alsook regels voor het zoenoffer dat bij onopzettelijke overtreding van de in aanmerking komende verboden nodig is.
Kereetot bevat alleen Gemara (rabbijns commentaar op de Misjna) in de Babylonische Talmoed, bestaande uit 28 folia en komt aldus in de Jeruzalemse Talmoed niet voor.